# Monarch (Bär)

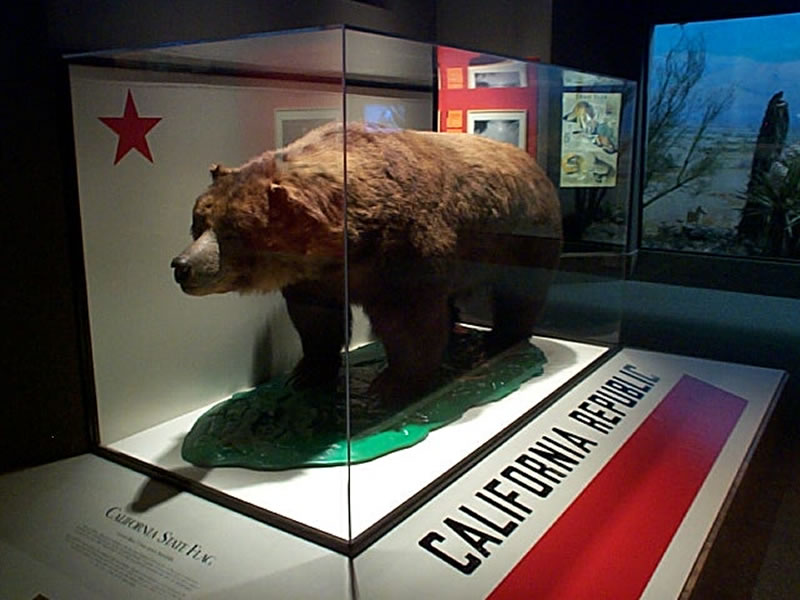
Präparat von Monarch in der California Academy of Sciences

Monarch (* vor 1889; † Mai 1911 in San Francisco, Kalifornien) war der letzte in Kalifornien eingefangene Grizzlybär (Ursus arctos horribilis). Er stand Modell für die Flagge Kaliforniens.
In Gefangenschaft lebte er zunächst in Woodward’s Gardens, später im Golden Gate Park. Sein ausgestopfter Körper steht heute in der California Academy of Sciences.

## Vorgeschichte
William Randolph Hearst, der Herausgeber des San Francisco Examiner, beauftragte den Reporter Allen Kelly (auch Schreibweise Kelley), in der kalifornischen Natur einen Grizzlybären zu finden. Dem Auftrag war ein Streit vorausgegangen, in dem Hearst klarstellte, dass er vom Aussterben der Grizzlybären in Kalifornien ausginge. Kelly sollte jedoch nicht nur einen Fotobeweis von seiner Nachforschung mitbringen, sondern einen Bären lebendig einfangen.
Mehrere Monate suchte Kelly mit einem Expeditionsteam in den San Gabriel Mountains im Ventura County nach einem lebenden Exemplar. Ende Oktober 1889 fanden sie am Mount Gleason ein großes Männchen, das sie in eine mit Honig und Hammelfleisch bestückte Lebendfalle lockten.
Kelly beschrieb den Grizzlybären wie folgt:

“He stands four feet high at the shoulder, measures three feet across the chest, 12 inches between the ears, and 18 inches from ear to nose, and his weight is estimated by the best judges at from 1,200 to 1,600 pounds.”

„Er steht vier Fuß hoch an der Schulter, misst drei Fuß über der Brust, 12 Zoll zwischen den Ohren und 18 Zoll von Ohr zu Nase und sein Gewicht wird von den besten Beurteilenden auf 1.200 bis 1.600 Pfund geschätzt.“

Kelly gab dem Grizzly den Namen „Monarch“. Der Bär wurde per Schlitten, Wagen und Bahn durch das östliche Ventura County nach San Francisco transportiert. Monarch, der letzte in Kalifornien lebendig eingefangene Grizzlybär, wurde am 3. November 1889 mit einer Parade und Fanfaren begrüßt.

## Leben in Gefangenschaft

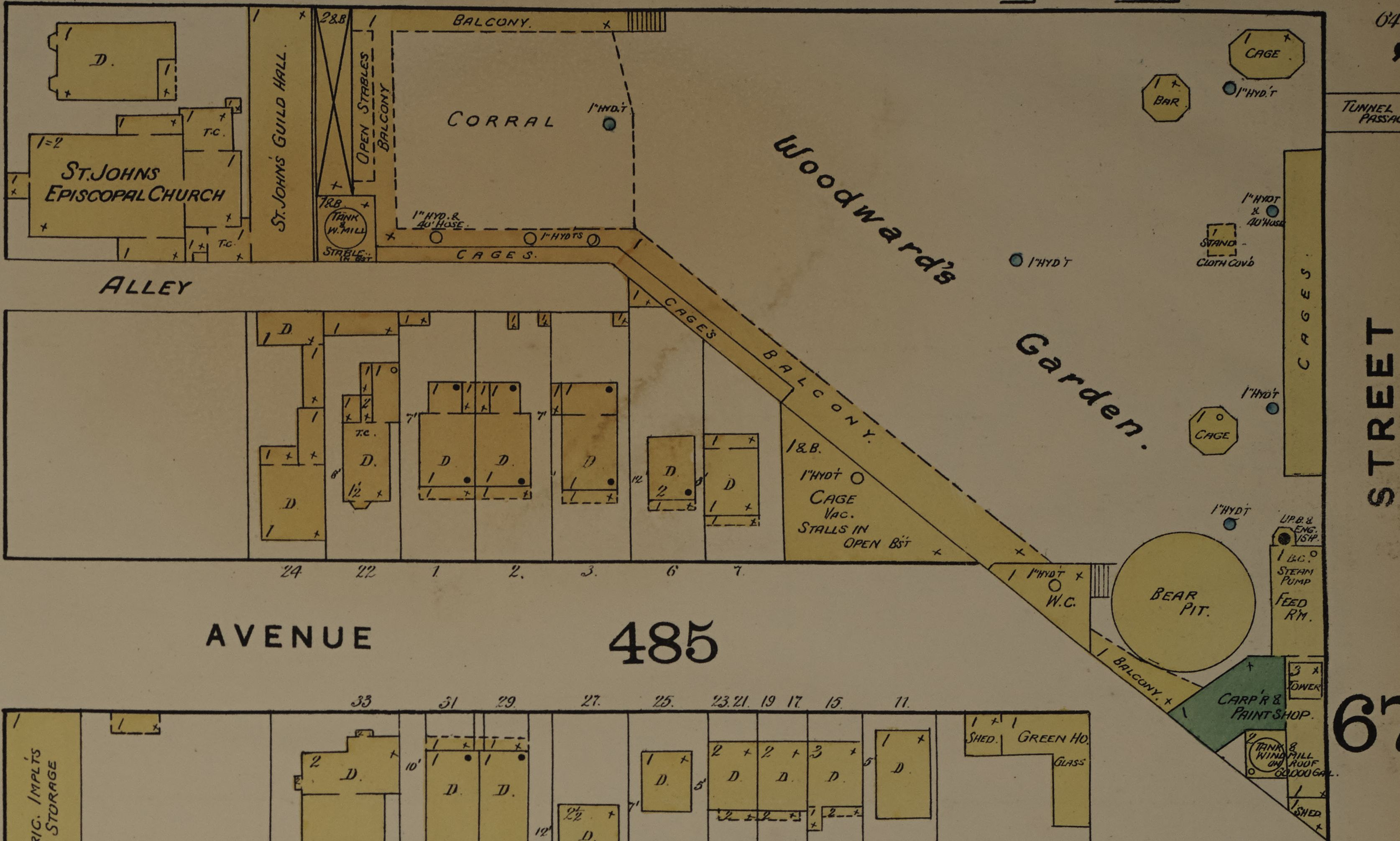
Lageplan von Woodward's Gardens, die Bärengrotte ist unten rechts eingezeichnet

Monarch wurde in der Bärengrotte von Woodward’s Gardens untergebracht, nachdem der Golden Gate Park die Haltung des Bären abgelehnt hatte. Am 10. November 1889 wurde Monarch erstmals der Öffentlichkeit gezeigt, es kamen 20.000 Besucher, um das Tier zu sehen.
Nach der Schließung von Woodward’s Gardens wurde Monarch im Golden Gate Park gehalten. Er zeigte ein depressives Verhalten und schaffte es auch, aus seinem Gehege auszubrechen, wurde jedoch wieder eingefangen. 1903 wurde er mit einem Weibchen, das eigens aus Idaho gebracht wurde, vergesellschaftet. Mit diesem zeugte er zwei Jungtiere, die im Dezember 1904 geboren wurden. Er überlebte im Golden Gate Park das Erdbeben von San Francisco im Jahr 1906.
Im Mai 1911 wurde Monarch eingeschläfert, nachdem er ein sehr hohes Alter erreicht hatte und an Arthritis litt. Er wurde ausgestopft und anschließend zunächst im De Young Museum, später in der California Academy of Sciences ausgestellt. Im Laufe der Jahre verblasste das fast schwarze Fell zu einem rötlich-braunen Farbton. Das Skelett wird im University of California Museum of Paleontology aufbewahrt.

## Symbolfigur

Flagge von Kalifornien

Nach dem großen Erdbeben von San Francisco im Jahr 1906 wurde Monarch das Symbol für Stärke und Erneuerung. So wurden Plakate und Poster mit einer Abbildung von ihm kreiert, die der Bevölkerung Mut geben sollten.
Monarch gilt als Inspiration für Herbert Fleishhacker für die Planung und Eröffnung des San Francisco Zoo.
Der Grizzlybär war schon lange Zeit das Staatstier Kaliforniens. Als solches wurde er bereits in frühen Entwürfen der kalifornischen Flagge abgebildet. Bei der letzten Überarbeitung der Staatsflagge wurde Monarch als Motiv der kalifornischen Flagge gezeichnet. Auch das ausgestopfte Präparat von Monarch wird als Flaggenmotiv in der California Academy of Sciences präsentiert. Im Vordergrund sind der rote Streifen und der Schriftzug California Republic an der Vitrine angebracht, der Bärenkörper ist in Pose auf vier Beinen auf grünem Boden aufgestellt und im Hintergrund befindet sich links über dem Kopf ein roter Stern.